# 伊予三島站
伊予三島站（日语：／ Iyomishima eki */?）是位在日本愛媛縣四國中央市三島中央三丁目、隸屬於四國旅客鐵道（JR四國）及日本貨物鐵道（JR貨物）的鐵路車站。JR四國的車站編號為Y23；而JR貨物的車站編號為7011。是特急列車停車站。
本車站有以下幾個特點：
1. 是JR四國首個把車站大堂設於橋上；
2. 是予讚線上唯一與鄰站（川之江站）皆為特急全停車車站。就算是位於香川縣的宇多津站，每天仍有數班特急「石鎚」通過不停靠。
3. 予讚線以致JR四國上極少數仍辦理貨運列車停靠的中途站（另一個為新居濱站），並且仍然營運貨物專用列車線路。現時提供每天一班經高松貨運站前往東京貨運站，一班前往姬路貨運站、大阪貨運站及吹田貨運站（日语：吹田信号場）；另外兩班由高松貨運站駛至本站。[1]

## 車站結構
現時使用中的為第二代站舍，以水泥及鋼筋所建成，其中大堂設於跨線橋上，是四國島上的首座車站，地下為已空置商店、倉連、車站內洗手間及職員事務所；二樓為出入口，車站平台及職員事務所；3樓則為車站大堂，內設有站務室、附設綠窗口的 Warp Plaza、自動售票機、人手閘口、候車室、JR四國旗下子公司四國便利商店、洗手間及一個以展示紙製品，由四國中央商工會議所所放置的展覽櫥窗。
第一代車站則為木製單層建築站舍，與沿線現存的第一代站舍相近。
設有島式月台及側式月台各1個，共提供2面3線的配置，其中位於島式月台上的1，2號月台為主要發車月台，側式月台的3號月台只用作避車時使用，一天只有數個班次的列車使用。由於車站大堂建於跨線橋上，當通過車站大堂的唯一人手閘口後，只需直接沿前方的樓梯往下行，便可到達1，2號月台，往3號月台則需要右轉，再跨越一座行人天橋才可到達。
到達島式月台後，會連接連續約4輛長度的上蓋，一直伸延至月台的中央位置。兩邊有效長度皆為8輛。而在1號月台軌道旁邊另設有1條側線路軌，主要供作貨物列車使用（見下段）。至於側式月台，則為全開放式的月台，並沒有設置任何上蓋，有效長度只有3輛，而且只有普通列車才會停靠3號月台。
在時間表的特殊編排下，除了晚上的班次外，其他時間本站都成為了上、下行特急列車/普通列車互相交換的車站，因此經常可以看到上、下行列車同時出發的景象。

### 月台配置
| 月台 | 路線    | 方向 | 前往                               | 備註                                                                |
| ---- | ------- | ---- | ---------------------------------- | ------------------------------------------------------------------- |
| 1    | ■予讚線 | 上行 | 觀音寺站、多度津、高松、岡山方向   | 特急列車停靠月台。 旁邊側線為出入貨物專用線的電力機車專用停泊軌道。 |
| 2    | ■予讚線 | 下行 | 新居濱、伊予西條、松山、宇和島方向 | 特急列車停靠月台。                                                  |
| 3    | ■予讚線 | 下行 | 新居濱、伊予西條、松山方向         | 只停靠部份普通列車。 貨物列車調頭或待避時使用。                     |
| 3    | ■予讚線 | 上行 | 觀音寺、多度津、高松方向           | 只停靠部份普通列車。 貨物列車調頭或待避時使用。                     |

### 專用貨物線
位於本站向川之江方向約1公里，到達「梅之木平交道」（日语：梅の木踏切）前起。是大王製紙三島工場的專用線道，於1967年開業，1988年因應瀨戶大橋線開業及予讚線電化改善工程，逐改以專用貨櫃裝貨。2011年的總載貨量為120,000噸。
然而，當貨物列車由川之江站駛進時，主軌道上並沒有設置直接進入貨物線的的轉轍器，換而言之，列車要先繼續前行至伊予三島站（通常停靠在3號月台），待原來的電力機車先脫勾後，再由長期停靠在1號月台側線上的另一輛電力機車於貨運列車的另一端掛上後，才回頭行駛至梅之木平交道轉入專用路軌。而由專用路軌出車時，則同樣先由電力機車帶往伊予三島站3號月台，待第一輛機車與貨卡脫勾後，再由另一部機車於另一端掛接好後才開往目的地。

## 利用狀況

### 載貨量
| 全年貨物輸送實績 | 全年貨物輸送實績 | 全年貨物輸送實績 | 全年貨物輸送實績 |
| 年度             | 輸出貨量（噸）   | 輸入貨量（噸）   | 全年總貨量（噸） |
| ---------------- | ---------------- | ---------------- | ---------------- |
| 2000             | 110,837          | 895              | 111,732          |
| 2001             | 110,500          | 600              | 111,100          |
| 2002             | 110,500          | 445              | 110,945          |
| 2003             | 100,480          | 3,080            | 103,560          |
| 2004             | 86,412           | 4,160            | 90,572           |
| 2005             | 90,700           | 3,090            | 93,790           |
| 2006             | 94,084           | 2,265            | 96,349           |
| 2007             | 97,087           | 1,885            | 98,972           |
| 2008             | 100,580          | 1,640            | 102,220          |
| 2009             | 93,627           | 2,935            | 96,662           |
| 2010             | 102,153          | 2,485            | 104,638          |
| 2011             | 116,866          | 3,200            | 120,066          |
| 2012             |                  |                  |                  |
| 2013             |                  |                  |                  |

## 相鄰車站
四國旅客鐵道
■予讚線
- 特急「潮風」「石槌」「Midnight EXP高松」「Morning EXP高松」停靠站

■快速「Sunport」、■普通
川之江（Y22）－伊予三島（Y23）－伊予寒川（Y24）

## 外部連結
- JR四國伊予三島站公式網頁